# Bosse Bildoktorn (TV-program)
Bosse Bildoktorn var ett TV-program i tre säsonger som sändes i Sveriges Television mellan åren 2003 och 2005. Programledare var Bosse "Bildoktorn" Andersson som hjälpte tittarna med de problem som kan uppstå med bilar. Tittarna kunde få hjälp via telefon eller fysiskt på plats i garage, som också var den huvudsakliga inspelningsstudion. Tina Thörner har medverkat i programmet som bl.a. testade bilar.

### Fotnoter
1. ↑  Svensk mediedatabas, läs online.[källa från Wikidata]
2. ↑  ”Bosse Bildoktorn hjälper dig fixa bilen”. Aftonbladet. https://www.aftonbladet.se/a/0EQW42. Läst 23 april 2019.
3. ↑  ”Bosse bildoktorn får sparken | Tv | Expressen”. www.expressen.se. https://www.expressen.se/noje/tv/bosse-bildoktorn-far-sparken/. Läst 23 april 2019.
4. ↑  Abrahamson, Håkan. ”Tina Thörner i Race Touareg till Dakar”. Ny Teknik. https://www.nyteknik.se/digitalisering/tina-thorner-i-race-touareg-till-dakar-6461218. Läst 23 april 2019.